# OpenSCAD
Az OpenSCAD egy ingyenes CAD-szoftver háromdimenziós szilárdtest objektumok létrehozására. A legtöbb hasonló szoftverrel ellentétben, egy csak szkript alapú modellező, amely saját leíró nyelvet használ – az alkatrészeket megjeleníti a 3D nézetben, de azok nem módosíthatók interaktívan egérrel. Az OpenSCAD-szkript geometriai primitíveket (például gömböket, téglatesteket, hengereket stb.) határoz meg, és leírja az azokon alkalmazott további transzformációkat és logikai műveleteket (például metszéspontok, különbségek, burkológörbe-kombinációk és Minkowski-összegek alapján); végül ebből 3D modellt generál. Mint ilyen, a program konstruktív szilárd geometriát (CSG) végez. A szoftver elérhető Windows, Linux és macOS rendszerekhez.

## Előnézet
A 3D nézetben a modell pozíciója (nagyítása, elforgatása), más 3D modellezőkhöz hasonlóan, egérrel interaktívan manipulálható. A szkriptben lehetőség van alapértelmezett "kamera" pozíció meghatározására is.
Az alkatrészek színei (beleértve az átlátszóságot is) szintén meghatározhatóak.
Az előnézet viszonylag gyors, és lehetővé teszi a módosítások interaktív nyomon követését a szkript fejlesztése közben.
A 3D motor figyelembe veszi a test megvilágítást, azonban a fényforrás nem módosítható.

## Felhasználása
Az OpenSCAD lehetővé teszi, hogy pontos, adott esetben parametrikus 3D modelleket hozzunk létre, amelyek azután a paraméterek változtatásával könnyen testre szabhatóak.
Az OpenSCAD-dokumentumok egyszerű ASCII-szöveg formájában írják le a háromdimenziós modellt, így a többi modellező-rendszerrel ellentétben alkalmasabbak a verziókezelő rendszerekben (pl. Git) való tároláshoz.
Mint ilyen, az OpenSCAD egy programozók számára könnyen elsajátítható szilárdtest-modellező eszköz, így különösen alkalmas belépő szintű CAD-eszközként nyílt forráskódú hardverek, például kutatási és oktatási célú tudományos eszközök tervezésére-fejlesztésére.
Leggyakrabban 3D nyomtatott alkatrészek tervezésére használják, amelyeket azután STL formátumban exportálnak.

Az OpenSCAD segítségével készített Strandbeest-modell animációja

Lehetőség van animációk létrehozására is. Az animáció bármilyen paramétert szabadon módosíthat, beleértve a kamera pozícióját vagy az alkatrészek méreteit, helyzetét, alakját vagy puszta létezését. Az animáció képkockái képállományokként kimenthetőek, melyek azután filmek készítéséhez felhasználhatóak.
A FreeCAD-modellező is képes az OpenSCAD-fájlok megnyitására, hogy azokat további modellezéshez vagy végeselemes analízishez felhasználja.

## Exportálás
- A kész 3D nézetek PNG formátumban exportálhatók.
- A 2D modellek SVG, AutoCAD DXF és PDF formátumban menthetőek.
- A 3D alkatrészek 3MF, AMF, OFF, STL formátumban exportálhatók egyszerű testekként. Az exportált modell nem tartalmaz információt a modell színére, anyagára vagy alkotóelemeire vonatkozóan (2016. július).[10]

## Importálás
- A DXF, SVG és PNG formátumú 2D rajzok importálhatók, majd egybefüggő alkatrészekként extrudálhatóak.
- A háromdimenziós testek importálhatók STL formátumból; melyek azután átméretezhetők, és szubtraktív vagy additív logikai műveletekkel más testekkel összevonhatóak.

## Belső felépítés
Az OpenSCAD egy C++ nyelven íródott grafikus felhasználói felület és integrált szerkesztő előtét szilárdtest-modellező motorokhoz, amely 2016 óta a CGAL (Computational Geometry Algorithms Library) programkönyvtárat használja alapvető CSG-motorként.
A nyelv szintaxisa funkcionális programozási filozófiát tükröz. Akárcsak a Haskellben, egy hatókörön belül minden "változó" állandó, értéke konstansként kezelendő.

## Fordítás
Ez a szócikk részben vagy egészben  az   OpenSCAD című angol Wikipédia-szócikk ezen változatának fordításán alapul.  Az eredeti cikk szerkesztőit annak laptörténete sorolja fel. Ez a jelzés csupán a megfogalmazás eredetét és a szerzői jogokat jelzi, nem szolgál a cikkben szereplő információk forrásmegjelöléseként.